# Nigel Redman
Pour les articles homonymes, voir Redman (homonymie).
 Nigel Charles Redman, né le 16 août 1964 à Cardiff, est un joueur de rugby à XV, qui a joué avec l'équipe d'Angleterre, évoluant au poste de deuxième ligne (1,93 m pour 109 kg). 

## Carrière
Il remporte la coupe d'Europe 1997-1998 avec Bath. Il a disputé son premier test match le 3 novembre 1984, à l’occasion d’un match contre l'équipe d'Australie et le dernier contre cette même équipe, le 12 juillet 1997. Redman a participé à la coupe du monde 1987 (3 matchs disputés) et à la coupe du monde 1991 (2 matchs disputés).

## Statistiques en équipe nationale
- 20 sélections (+ 1 non officielle) avec l'équipe d'Angleterre
- Sélections par année : 1 en 1984, 1 en 1986, 5 en 1987, 1 en 1988, 2 en 1990, 3 en 1991, 1 en 1993, 4 en 1994, 2 en 1997
- Tournois des Cinq Nations disputés : 1986, 1987, 1988, 1994